# Parigi-Roubaix 1949
La Parigi-Roubaix 1949, quarantasettesima edizione della corsa, si tenne il 18 aprile 1949 su un percorso di 244 km con partenza a Saint-Denis e arrivo a Roubaix. Fu aggiudicata ex aequo all'italiano Serse Coppi e al francese André Mahé, giunti però al traguardo separatamente. Il francese lo tagliò per primo, dopo avere seguito un percorso errato per colpa dell'organizzazione. L'italiano vinse la successiva volata del gruppo. Dopo una serie di contestazioni, la vittoria venne aggiudicata ad entrambi, con il tempo di 6h11'59" alla media di 39,356 km/h; terzi classificati, anch'essi tra loro ex aequo, furono il belga Frans Leenen e i francesi Georges Martin e Jacques Moujica. Conclusero la prova 109 dei 217 ciclisti al via.

## Ordine d'arrivo (Top 10)
| Pos. | Corridore       | Squadra       | Tempo         |
| ---- | --------------- | ------------- | ------------- |
| 1    | Serse Coppi     | Bianchi-Ursus | 6h11'59"      |
| 1    | André Mahé      | Stella-Dunlop | s.t. ex aequo |
| 3    | Frans Leenen    | Starnord      | s.t.          |
| 3    | Georges Martin  | Rhonson       | s.t.          |
| 3    | Jacques Moujica | Mercier       | s.t.          |
| 6    | André Declerck  | Bertin        | s.t.          |
| 7    | Florent Mathieu | Rochet        | s.t.          |
| 8    | Roger Gyselinck | Groene Leeuw  | s.t.          |
| 9    | Achiel Buysse   | Thompson      | s.t.          |
| 10   | Albert Anciaux  | Peugeot       | s.t.          |